# Pregunta capciosa
La pregunta capciosa, també anomenada fal·làcia de les moltes preguntes, pregunta complexa o plurium interrogationum és una fal·làcia lògica que ocorre quan algú fa una pregunta que pressuposa alguna cosa que no ha estat provada, o que no ha estat acceptada per totes les persones implicades. Aquesta fal·làcia està relacionada amb la petició de principi.
Per exemple, l'afirmació que "caminar tot sol al bosc a la nit pot ser perillós perquè les fades poden encantar els caminants despistats", pressuposa que les fades existeixen.
També s'usa amb la finalitat que l'interlocutor, si contesta, es vegi obligat a admetre les pressuposicions, encara que el puguin perjudicar. Aquesta fal·làcia és habitualment emprada a l'hora d'esbrinar qualque cosa sobre un fet, o per fer que una persona s'acabi inculpant sense adonar-se'n:
"Quan vàreu xocar amb el cotxe, vàreu sortir cridant a l'altre conductor tot amenaçant-lo?"
(Responent tant "sí" com "no", l'interlocutor estarà admetent que va xocar amb el seu cotxe, independentment de si, de fet, va xocar o no).
Un altre exemple és la pregunta: Encara pegues la teva esposa? Una resposta de sí o no significarà que la persona ha pegat la seva esposa en un moment anterior. Aquest fet ja se suposa a la pregunta, i si no s'ha comptat abans entre els interlocutors, la pregunta és impròpia: s'ha incorregut en la fal·làcia de les moltes preguntes.
No és un argument vàlid perquè les pressuposicions lligades a la pregunta no tenen cap base argumental, tot fent caure tot el pes de la pregunta en els detalls posteriors, els quals un interlocutor poc atent negarà o afirmarà.

## Defensa
Una defensa contra aquesta fal·làcia és no respondre la pregunta i directament qüestionar-ne la pressuposició. Per utilitzar un exemple anterior, una bona resposta a la pregunta "Encara pegues a la teva esposa?" seria "Mai he pegat la meva dona" Això elimina l'ambigüitat de la resposta esperada i anul·la la fal·làcia. No obstant això, els que fan aquestes preguntes han après a eludir aquesta tàctica en acusar la persona que contesta d'esquivar la pregunta.